# Beipiaozaur
Beipiaozaur (Beipiaosaurus) – rodzaj teropoda z grupy celurozaurów, bazalnego przedstawiciela nadrodziny terizinozauroidów (Therizinosauroidea). Jego nazwa oznacza „jaszczur z Beipiao”.
Żył w epoce wczesnej kredy (ok. 125 mln lat temu) na terenach dzisiejszej Azji. Jego szczątki znaleziono w prowincji Liaoning w Chinach.
Beipiaozaur był jednym z większych pierzastych dinozaurów. Mierzył około 2,2 m długości, 88 cm wysokości w biodrze i ważył około 85 kg. Szczególnie dobrze rozwinięte pióra miał na kończynach przednich. Miał wielkie palce, zakończone pazurami w kształcie kosy, przypominające palce innych przedstawicieli terizinozauroidów. Prawdopodobnie odżywiał się roślinami, a wielkimi pazurami naginał gałęzie drzew. Długość należącej do okazu holotypowego kości zębowej wynosi 65% długości kości udowej; wskazuje to, że w porównaniu z innymi terizinozauroidami beipiaozaur miał proporcjonalnie większą czaszkę. Wraz z kością zębową okazu holotypowego zachowały się zęby przypominające kształtem zęby protarcheopteryksa; autorzy opisu beipiaozaura na podstawie liczby zachowanych zębodołów w kości zębowej szacują, że miał on ponad 37 zębów. Inne terizinozauroidy miały zęby zbliżone kształtem do zębów prozauropodów, co w połączeniu z cechami charakterystycznymi dla dinozaurów ptasiomiednicznych powodowało trudności w klasyfikowaniu terizinozauroidów. Odkrycie śladów piór u Beipiaosaurus dowiodło jednak, że terizinozauroidy były nieptasimi teropodami. Xu i współpracownicy (1999) sugerują, że pióra Beipiaosaurus są formą pośrednią pomiędzy piórami Sinosauropteryx a ptasimi. W 2008 odkryto skamieniałości dwóch osobników, znacznie bardziej kompletne i lepiej zachowane niż holotyp. Li i in. 2014 porównali kolor i kształt melanosomów w 181 zachowanych okazach zwierząt, 13 okazach kopalnych (w tym Beipiaosaurus ) i wcześniejsze dane dotyczące różnorodności melanosomów za pomocą skaningowych mikroskopów elektronowych. Odkryli, że kolor u dinozaurów wydaje się być nieco związany z ich fizjologią. Podczas gdy niektóre gatunki żywych gadów (jaszczurki lub krokodyle, które są ektotermiczne ) mają mniejszą różnorodność kształtu melanosomów i ciemniejszych zakresów kolorów, niektóre maniraptorany, ptaki i ssaki (które są endotermiczne ) mają zwiększoną różnorodność kształtów melanosomów i żywsze kolory. Badany okaz Beipaosaurus, BMNHC PH000911, zachowuje odciski piór, które znajdują się w okolicy szyi. Są one nitkowate / rzadkie w strukturze, a pobrane melanosomy miały kształt kuli i wywnioskowano, że miały brązowawe zabarwienie, takie jak u współczesnych gadów, które mieszczą się w zakresie ciemnobrązowego zabarwienia.